# De jure
De jure (în latina clasică de iure, în limba română de drept) înseamnă "potrivit legii" prin contrast cu de facto care înseamnă "de fapt".

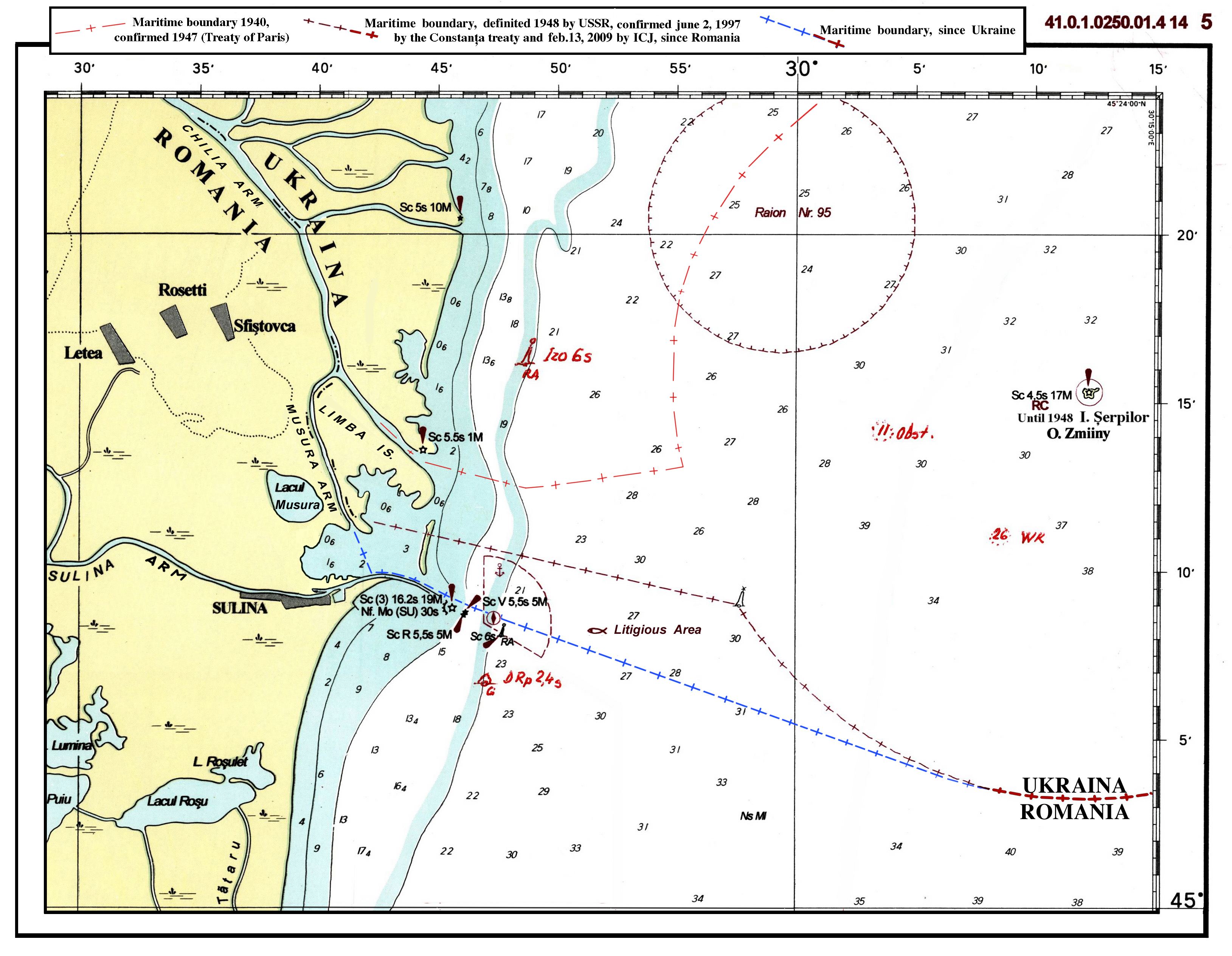
Frontiera maritimă în dreptul golfului Musura : Ucraina a pus "de facto" balize frontaliere de-a lungul digului nord al Brațului Sulina, în timp de frontiera „de drept“ este mai la nord.

Termenii de jure și de facto sunt folosiți în locul cuvintelor "legal" sau "practic", respectiv atunci când sunt prezentate situații politice sau concrete, conforme sau nu statutului legal (constituției, legilor).
În context juridic, de jure este de asemenea tradus prin "conform legislației". În practică se poate folosi de facto când, de exemplu, oamenii nu se conformează legilor existente sau unei judecăți, ci acționează, încheie contracte sau edictează regulamente neținând cont de lege. Procesul cunoscut sub denumirea "desuetudine", iar în relațiile internaționale cel cunoscut sub denumirea de uti possidetis, ita possideatis ("ce ai luat în stăpânire, asta va fi al tău"), permite practicilor sau anexărilor "de facto" să scoată din vigoare tratate sau legi socotite învechite (în unele cazuri, cum ar fi legea care obliga teatrele să aibă o copaie de adăpat pentru caii trăsurilor, se justifică ; în alte cazuri acest proces poate folosi unor grupuri de interes particular pentru a desființa legi care protejează interesul obștesc, cum ar fi, de exemplu, presiunile industriale și comerciale pentru a scăpa de obligația de a scrie pe ambalaje ingredientele precise ale produselor alimentare, sau pentru a putea denumi "ciocolată" produse cu mai puțin de 50 % cacao).

## Vezi și
- Listă de locuțiuni în limba latină#D